# جانسنغ
الجانسنغ أو الجِنْسة (الاسم العلمي: Ginseng) هو جذر نباتاتٍ ضمن جنس الجنسنغ، مثل الجانسنغ الكوري (جنسنغ آسيوي) والجانسنغ الجنوبي الصيني (جنسنغ يونان) والجانسنغ الأمريكي (جنسنغ خماسي الأوراق).